# El justicier de la nit
El justicier de la nit (títol original: Death Wish 3) és una pel·lícula estatunidenca dirigida per Michael Winner, estrenada l'any 1985. Ha estat doblada al català.

## Argument
10 anys després dels esdeveniments del primer lliurament i alguns anys després del segon, Paul Kersey definitivament ha 
deixat les armes. Un dels seus amics, Charley, que ha conegut durant la guerra de Corea, li proposa anar a casa seva a Nova York. Un cop allà, Paul descobreix amb horror el cos de Charley jaient a terra, acabat d'agredir per una banda de trinxeraires en el seu pis.
Alertat, la policia arriba al pis i detén Paul. A comissaria la presència de Kersey no passa pas desapercebuda pel comissari que el reconeix immediatament, en efecte aquest coneix el seu passat i les seves malifetes com a justicier 10 anys per abans als carrers de Nova York. A Kersey li proposen un tracte, a canvi del seu alliberament haurà de netejar els carrers d'un barri protegint una banda ultra violenta que terroritza el veïnat.
Paul accepta i torna a agafar les armes un altre cop en una autèntica guerrilla i s'enfronta a tipus molt més perillosos que els que fa temps va combatre.

## Repartiment
- Charles Bronson: Paul Kersey
- Deborah Raffin: Kathryn Davis
- Ed Lauter: Richard S. Shriker
- Martin Balsam: Bennett Cross
- Gavan O'Herlihy: Manny Fraker
- Kirk Taylor: Giggler
- Alex Winter: Hermosa
- Tony Spiridakis: Angel
- Ricco Ross: el cubà
- Tony Britts: Tulio
- David Crean: Hector
- Nelson Fernandez: Chaco
- Alan Cooke: un punk
- Bob Dysinger: un punk
- Topo Grajeda: Garcia

## Al voltant de la pel·lícula
- El rodatge s'ha desenvolupat a Londres i Nova York.
- Iniciada l'any 1972 amb Chato l'apatxe i seguida per Fredament, sense motius personals o El Cercle negre, El justicier de la nit és la sisena i última col·laboració entre Charles Bronson i el director Michael Winner.
- La pistola utilitzada per Bronson és una Wildey calibre .475 Wildey Magnum (12 mm). Concebuda en principi per la caça. Quan es va estrenar la pel·lícula el fabricant era a punt de tancar. Però l'entusiasme creat per la pel·lícula ha salvat Wildey de la fallida. A cada redifusió als EUA, la firma observa una explosió de les seves vendes.

## Saga del justicier
- 1974: Death Wish de Michael Winner
- 1982: Un justicier en la ciutat 2 (Death Wish II) de Michael Winner
- 1985: El Justicier de la nit  (Death Wish 3) de Michael Winner
- 1987: Death Wish 4: The Crackdown de J. Lee Thompson
- 1994: Death Wish V: The Face of Death d'Allan A. Goldstein